# Seznam filmov Fox Film Corporation
Seznam filmov v produkciji in/ali distribuciji ameriškega studia Fox Film Corporation.
*:javna last

## 1910.
- Regeneration* (1915)
- Cleopatra* (1917), a legendary lost film

## 1920.
- Lights of New York* (1922), with Technicolor sequences
- Madness of Youth (1923), with Technicolor sequences
- Circus Cowboy (1924)
- The Iron Horse (1924)
- Fig Leaves (1926), with Technicolor sequences
- The Cowboy and The Countess (1926)
- Yankee Senor (1926), with Technicolor sequences
- Hell's Four Hundred (1926), with Technicolor sequences
- The Joy Girl (1927), with Technicolor sequences
- Seventh Heaven (1927), 1927/28 Academy Award winner, Best Actress Janet Gaynor
- Sunrise (1927), one of the first films in the sound-on-film system Fox Movietone; only the musical score was heard. 1927/28 Academy Award winner, Best Actress Janet Gaynor
- None But the Brave (1928), with Technicolor sequences
- Street Angel (1928), 1927/28 Academy Award winner, Best Actress Janet Gaynor
- In Old Arizona (1928), Fox's first all-talkie, Academy Award winner, 1928/29 Academy Award winner, Best Actor Warner Baxter
- Fox Movietone Follies of 1929 (1929), with Multicolor sequences
- Married in Hollywood (1929), with Multicolor sequences
- Sunny Side Up (1929), with Multicolor sequences
- Hearts in Dixie (1929), black and white
- The Cock-Eyed World (1929), black and white
- Happy Days (1929)

## 1930.
- New Movietone Follies of 1930 (1930), with Multicolor sequences
- Are You There? (1930)
- High Society Blues (1930)
- Just Imagine (1930)
- The Big Trail (1930)
- Song O' My Heart (1930)
- Cameo Kirby (1930)
- Cheer Up and Smile (1930)
- Man Trouble (1930)
- Liliom (1930)
- Delicious (1931), with Multicolor sequences
- East Lynne (1931)
- Charlie Chan Carries On (1931)
- The Black Camel (1931)
- A Connecticut Yankee (1931), non-musical version, s Will Rogers
- Doctors' Wives (1931)
- Charlie Chan's Chance (1932)
- Call Her Savage (1932)
- Rebecca of Sunnybrook Farm (1932), plus 20th Century Fox remake 1938 z Shirley Temple
- Tess of the Storm Country (1932)
- Cavalcade (1932), Academy Award winner, "Best Picture"
- Berkeley Square (1933)
- Hoop-La (1933)
- State Fair (1933), non-musical version, s Will Rogers, plus dve 20th Century Fox remakeja 1945 in 1962
- Grand Canary (1934)
- Stand Up and Cheer! (1934)
- Baby Take a Bow (1934)
- Charlie Chan in London (1934)
- Bright Eyes* (1934), a miniature Academy Award was given to Shirley Temple for this film
- Judge Priest (1934)
- Bottoms Up (1934)
- Charlie Chan in Paris (1935)
- The Little Colonel (1935)
- Charlie Chan in Egypt (1935)
- Curly Top (1935)
- Charlie Chan in Shanghai (1935)